# L'illa
L'illa (títol original en anglès, The Island) és una pel·lícula estatunidenca de ciència-ficció dirigida per Michael Bay, estrenada el 2005.

## Argument
El 2019, Lincoln 6-Echo (Ewan McGregor) i la seva amiga Jordan 2-Delta (Scarlett Johansson) formen part dels centenars de pensionats d'un gegantí complex tancat, un espai confinat, esterilitzat, però anomenat utòpic. Creient-se el doctor Merrick i els seus agents, una terrible contaminació ha destrossat la Terra alguns anys abans... Feliçment, els supervivents són regularment trobats i portats al complex, l'objectiu del qual és preservar les residents de la contaminació. La vida hi és emmarcada i estretament vigilada. També, per il·luminar l'existència trista d'aquest univers estèril i totalitari, cada persona espera «la Loteria», un generador numèric aleatori que crida regularment alguns noms. Els feliços guanyadors reben el privilegi de deixar el complex i ser transferits a «l'illa», considerada l'últim territori que ha escapat a la contaminació, i per tal de ser-hi els Adam i Eva d'una nova humanitat...
Lincoln posa en qüestió les restriccions a la seva llibertat. Amic de McCord, un dels tècnics que treballen a la sala de màquines del complex, descobreix un dia en aquest sector un insecte vingut de l'exterior... Com ha pogut escapar a la contaminació? Empès per la curiositat, descobreix aviat que les tries de «La Loteria» no serien atzar... que «L'Illa» no seria més que una il·lusió per amagar una altra cosa... que la contaminació seria una mentida... Tot allò amagant una aterridora veritat... I ell i Jordan 2-Delta, a la qual està molt unit, decideixen a escapar, amb els seus riscs i perills...

## Comentari
L'illa és una nova variació sobre una trama molt clàssica explotada pels autors de ciència-ficció. S'hi troben temes ja coneguts, com la societat postapocalíptica massa perfecta, mantinguda en el temor de l'exterior, contra la qual un individu inadaptat, que "no segueix les normes", es rebel·la i s'escapa. Se citen alguns precedents il·lustres: La ciutat i els astres, d'Arthur C. Clarke, Logan's Run de William F. Nolan, Una felicitat insostenible, d'Ira Levin o també THX 1138, de George Lucas, de la qual la primera part de L'illa és un homenatge insistent.
L'originalitat del guió consisteix a fer del trillat tema d'una societat paralitzada i totalitària, nascuda de la fi del món, un parany fabricat per una empresa privada operant en un sector punta, sobre la il·legalitat de la qual els poders públics tanquen els ulls. Cosa que porta a una altra sèrie de clixés clàssics, però sempre eficaços: instal·lacions secretes al desert de Nevada, dirigents inhumans i vestits de negre, savi boig prometeu, agents de seguretat operant en helicòpter, fugida dels rebels pels conductes de ventilació, clients afortunats odiosos, elits compromeses. Hom pensa en algunes idees explotades en la cínica The Truman Show o la terrorífica Sol Verd. D'altra banda, el tema recurrent de la recuperació dels òrgans, fins i tot de la seva comercialització sense vergonya ha estat evocat a Coma basat en la novel·la de Robin Picaplets Cook.
La pel·lícula planteja, no obstant això, preguntes tant actuals com serioses sobre les derives possibles, fins i tot monstruoses, d'un defalliment últim de la moral de cara a les demandes individuals materialistes i el que esperen d'una ciència purament comercial: nens sota demanda, clonació terapèutica, eutanàsia convertida en rutina i reïficació total de l'ésser humà, estar reduït a l'estat de "producte", al contrari de "l'Home" dels teòlegs i dels filòsofs.
La inhumanitat absoluta de l'empresa, dels tècnics que la dirigeixen i del personal mèdic que hi treballa, que practiquen l'eutanàsia a una jove mare clonada, des del seu alliberament, com un animal de companyia, extreuen els òrgans d'un atleta negre mentre que l'anestèsia es debilita manifestament, eliminen un clon massa curiós o es preparen a flamejar-ne alguns per "defecte de fabricació", és una sàtira aterridora, un humor molt negre, de la tecnociència, i una enèsima al·lusió als totalitarismes de totes les naturaleses.
Però es tracta sobretot, una vegada més, de posar-nos en guarda contra les amenaces recurrents d'una ciència o d'una medicina venals i sense consciència de cara a un control polític dimissionari, tant davant el poder dels diners com davant l'individualisme sense moralitat.

## Repartiment
- Ewan McGregor: Lincoln Six Echo / Tom Lincoln
- Scarlett Johansson: Jordan Two Delta / Sarah Jordan
- Sean Bean: Merrick
- Steve Buscemi: McCord
- Michael Clarke Duncan: Starkweather
- Ethan Phillips: Jones Three Echo
- Shawnee Smith: Suzie
- Troy Blendell: Tècnic de Laurent
- Yvette Nicole Brown: Infermera
- Whitney Dylan: Agent servei consumidor
- Svetlana Efremova: Llevadora

## Banda original
1. The Island Awaits You
2. Where Do These Tubes Go?
3. Sector 6
4. Starkweather
5. Agnate Ukuleles
6. You Have A Special Purpose In Life
7. Mass Vehicular Carnage
8. Renovatio
9. I'm Not Ready To Die
10. This Tongue Thing's Amazing
11. Mass Winnings
12. The Craziest Mess I've Ever Seen
13. Send In The Clones
14. My Name Is Lincoln
15. Blow

## Al voltant de la pel·lícula
- A causa de nombroses similituds, s'ha dit que la pel·lícula és un remake de la pel·lícula Parts: The Clonus Horror, dirigida el 1979 per Robert S. Fiveson, sense citar la pel·lícula original.[2]
- És la primera pel·lícula del cineasta no produïda per Jerry Bruckheimer.

## Obres de les quals la pel·lícula ha tret alguns elements
- L'edat de cristall (1976): una altra pel·lícula de ciència-ficció en la qual també, una població és tancada en una bombolla que es considera protegida d'un món exterior contaminat.
- Un món feliç, un llibre de ciència-ficció escrit el 1931 per Aldous Huxley, que suggereix que es poden educar persones estimulant-les per mitjans auditius i visuals repetits d'innombrables vegades. Igualment, es troba la producció de nens creats artificialment.
- 1984, un llibre escrit per George Orwell el 1948. Descriu un estat totalitari.
- The 6th Day, una pel·lícula sobre la producció de clons. S'hi veu el procés de creixement accelerat que explota L'illa.
- Freejack, on de les persones riques a punt de morir implanten el seu esperit en un cos sa, extret no d'un clon sinó d'una persona capturada en el temps un segon abans de la seva mort accidental. Un cop més, el tema de la humanitat de criatures creades o que han superat "la seva hora", és present.
- THX 1138, pel·lícula dirigida per George Lucas i produïda per Francis Ford Coppola. En una societat subterrània del futur, els homes viuen amb sedants, socialment vexats per un poder totalitari i invisible al si d'un univers blanc monocrom. Per influència de la seva companya LUH 3417, l'obrer THX 1138 accepta fugir amb ella. En conflicte amb el cap de LUH, SEN 5241, aniran tots dos a la presó. Descobreixen també una zona de "reciclatge" d'humans que crea d'alguna manera clons.